# Tabajd
Tabajd is een plaats (község) en gemeente in het Hongaarse comitaat Fejér. Tabajd telt 957 inwoners (2001).